# Babi Grzbiet

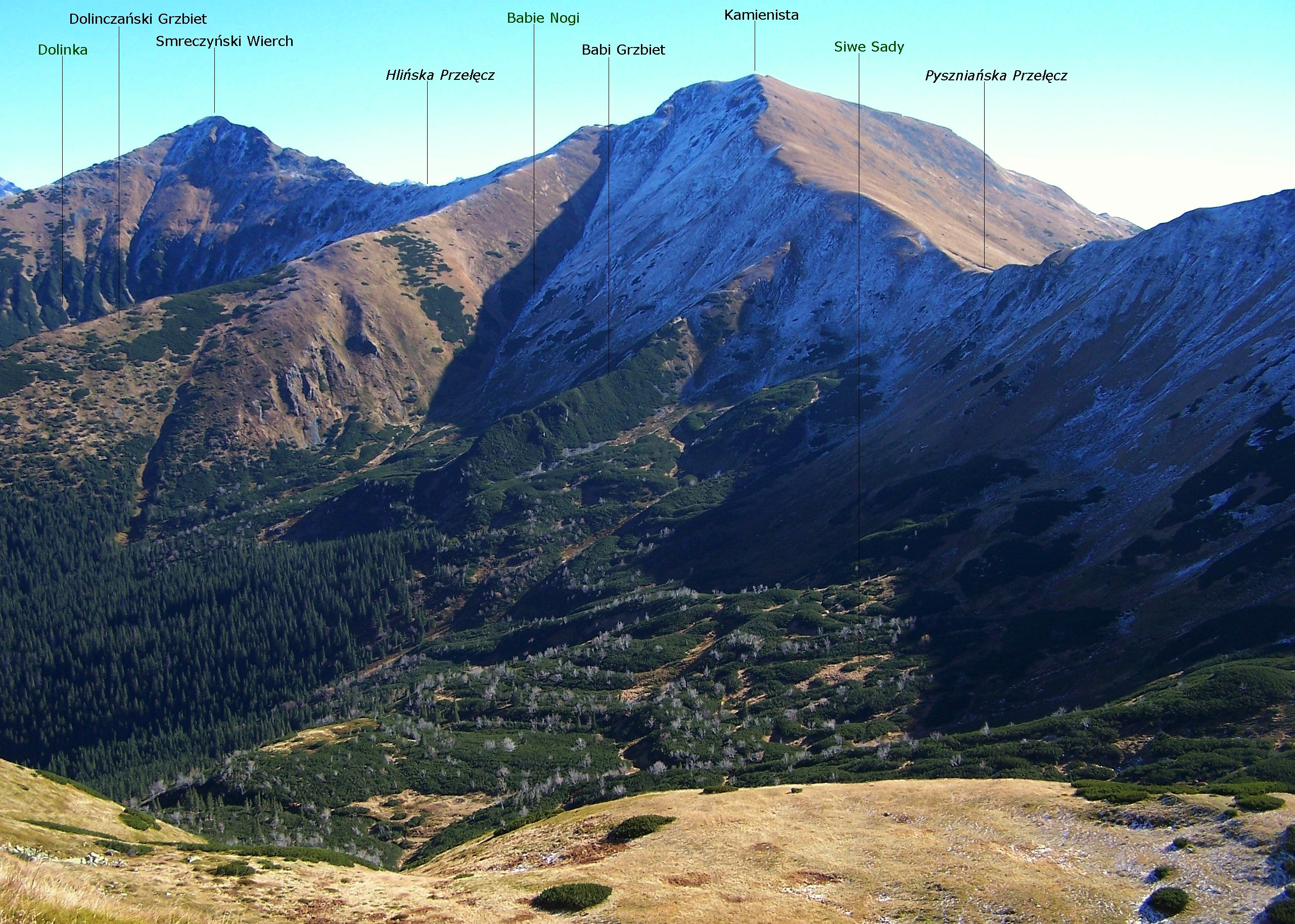
Widok z Ornaku na Dolinę Pyszniańską

Babi Grzbiet – niski i krótki grzbiet w polskich Tatrach Zachodnich, odchodzący w północno-zachodnim kierunku spod grani głównej pomiędzy szczytem Kamienistej a Pyszniańską Przełęczą. Opada do Doliny Pyszniańskiej. Po jego wschodniej stronie znajduje się żleb Babie Nogi. Babi Grzbiet jest dołem porośnięty kosówką, górą trawiasty.
Znajduje się poza szlakami turystycznymi na obszarze ochrony ścisłej „Pyszna, Tomanowa, Pisana”. Dawniej były to pasterskie tereny Hali Pysznej.